# Anasztázia (keresztnév)
Az  Anasztázia női név az Anastasius, magyarul Anasztáz férfinév női párja.

## Rokon nevek
- Nasztázia
- Neszta

## Gyakorisága
Az újszülötteknek adott nevek körében az 1990-es években igen ritka volt. A 2000-es és a 2010-es években sem szerepelt a 100 leggyakrabban adott női név között.
A teljes népességre vonatkozóan az Anasztázia sem a 2000-es, sem a 2010-es években nem szerepelt a 100 leggyakrabban viselt női név között.

## Névnapok
március 10., április 17., december 25.

## Híres Anasztáziák
„Anasztázia” utónevű személyek szócikkeinek listája a Wikidata alapján

### Egyéb Anasztáziák
- Anastasia macedón együttes